# Oak Ridge (Luisiana)
Oak Ridge es una villa ubicada en la parroquia de Morehouse en el estado estadounidense de Luisiana. En el Censo de 2010 tenía una población de 144 habitantes y una densidad poblacional de 55,93 personas por km².

## Geografía
Oak Ridge se encuentra ubicada en las coordenadas 32°37′28″N 91°46′23″O / 32.62444, -91.77306. Según la Oficina del Censo de los Estados Unidos, Oak Ridge tiene una superficie total de 2.57 km², de la cual 2.57 km² corresponden a tierra firme y (0%) 0 km² es agua.

## Demografía
Según el censo de 2010, había 144 personas residiendo en Oak Ridge. La densidad de población era de 55,93 hab./km². De los 144 habitantes, Oak Ridge estaba compuesto por el 90.28% blancos, el 9.72% eran afroamericanos, el 0% eran amerindios, el 0% eran asiáticos, el 0% eran isleños del Pacífico, el 0% eran de otras razas y el 0% pertenecían a dos o más razas. Del total de la población el 0% eran hispanos o latinos de cualquier raza.